# Lucius Genucius Aventinensis
Lucius Genucius Aventinensis was een Romeinse consul in 365 en 362 v.Chr. ten tijde van de Romeinse Republiek.
In 365 v.Chr. werd hij samen met Quintus Servilius Ahala tot consul verkozen.Tijdens hun consulschap werd Rome door een pestepidemie getroffen, waarbij vele belangrijke Romeinen het leven lieten, waaronder Marcus Furius Camillus, de "Tweede stichter van Rome".
Genucius Aventinensis werd in 362 v.Chr. opnieuw samen met Servilius Ahala tot consul verkozen. Hij trok op tegen de opstandige Hernici en was zo de eerste plebejische consul die ten strijde trok. Zijn leger liep echter in een hinderlaag, waarbij hij om het leven kwam. Appius Claudius Crassus werd daarop tot dictator benoemd.